# مرکاپتوپورین
مرکاپتوپورین (به انگلیسی: Mercaptopurine) دارویی است که در رده درمانی  داروهای درمان نئوپلاسم قرار دارد و شکل دارویی آن  قرص گونه است.

## موارد مصرف
مرکاپتوپورین در درمان لوسمیهای لنفوسیتیک و میلوسیتیک حاد، لوسمی میلوسیتیک مزمن، لنفومهای غیرهوچکینی، پلی‌سیتمی ورا، بیماری التهابی روده، تالاسمی و آرتریت ناشی از پسوریازیس مصرف می‌شود.

## مکانیسم اثر
مرکاپتوپورین آنتی‌متابولیت و آنالوگ پورین است. در چرخه تقسیم‌سلولی به‌طور اختصاصی در مرحله Sعمل‌کرده و با فعال شدن در بافتها باعث مهار ساخت DNA و تا حدی RNA می‌شود. این دارو سرکوبگر سیستم ایمنی بدن است.

## عوارض جانبی
کم‌خونی، مسمومیت کبدی‌یا انسداد صفراوی، کاهش ایمنی، کاهش‌گلبول‌های سفید یا عفونت، ترومبوسیتوپنی، افزایش اسیداوریک خون، نفروپاتی ناشی از اسیداوریک، کاهش اشتها، تهوع و استفراغ، زخم‌گوارشی و استئوماتیت از عوارض جانبی دارو می‌باشند.